# La compagnia dei matti
La compagnia dei matti è un film del 1928 diretto da Mario Almirante con interpreti principali Vasco Creti, Celio Bucchi e Alex Bernard. È anche il terzo film nella carriera di attore di Vittorio De Sica.